# (410) Chloris
(410) Chloris – planetoida z grupy pasa głównego asteroid okrążająca Słońce w ciągu 4 lat i 186 dni w średniej odległości 2,73 j.a. Została odkryta 7 stycznia 1896 roku w Observatoire de Nice w Nicei przez Auguste Charloisa. Nazwa planetoidy pochodzi od Chloris, bogini kwiatów i uosobienie wiosny w mitologii greckiej. Przed jej nadaniem planetoida nosiła oznaczenie tymczasowe (410) 1896 CH.